# 軍隊手帳
軍隊手帳（ぐんたいてちょう）とは軍人が所持する手帳のことである。軍人手帳（ぐんじんてちょう）と呼ばれることもある。多くの国の軍隊で採用されており、軍人としての身分証明書と履歴書を兼ねたものが多い。その他、軍人としての心構えなどが書かれていることも多い。「軍隊手牒」とも表記する。

## 旧日本軍の場合

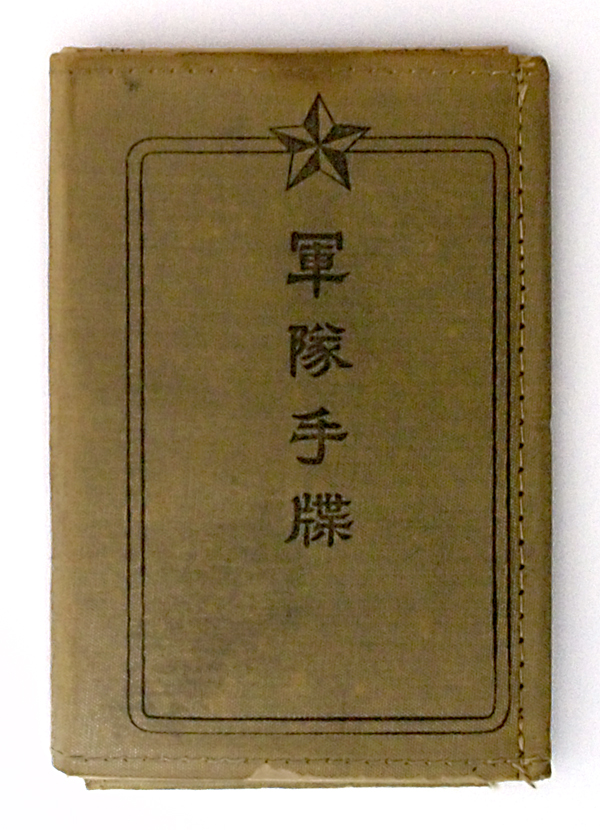
旧日本陸軍の軍隊手牒

旧日本陸軍の軍人は手帳の記載事項を全て暗記することを要求された。
陸軍では表紙に陸軍を示す星を描いた「軍隊手牒」、海軍では「履歴表」が配布されているが、身分証明書と履歴書を兼ねた携行型の書類であり、手帳の形式ではない。
戦後に傷病兵への年金支給の申請に軍隊手帳が必要書類となったが、紛失していたケースが多発したため申請時にトラブルになった。
手帳の中には以下のようなものが書かれていた。
- 所属連隊の証明印影
- 軍人勅諭（昭和期のものは明治、大正、昭和天皇の三種）
- 教育勅語
- 軍人読法
- 誓文
- 軍隊手帳に係る心得
- 応召及出征時の心得
- 戦陣訓　1942年以降の版に掲載。
- 経歴　　入隊から除隊までの経歴や賞罰などが詳細に書かれている。

部隊号、兵科、階級、得業、戦時着装被服のサイズ（帽、衣袴、外套、靴）、本籍、住所､氏名、生年月日、身長など

## 自衛隊の場合

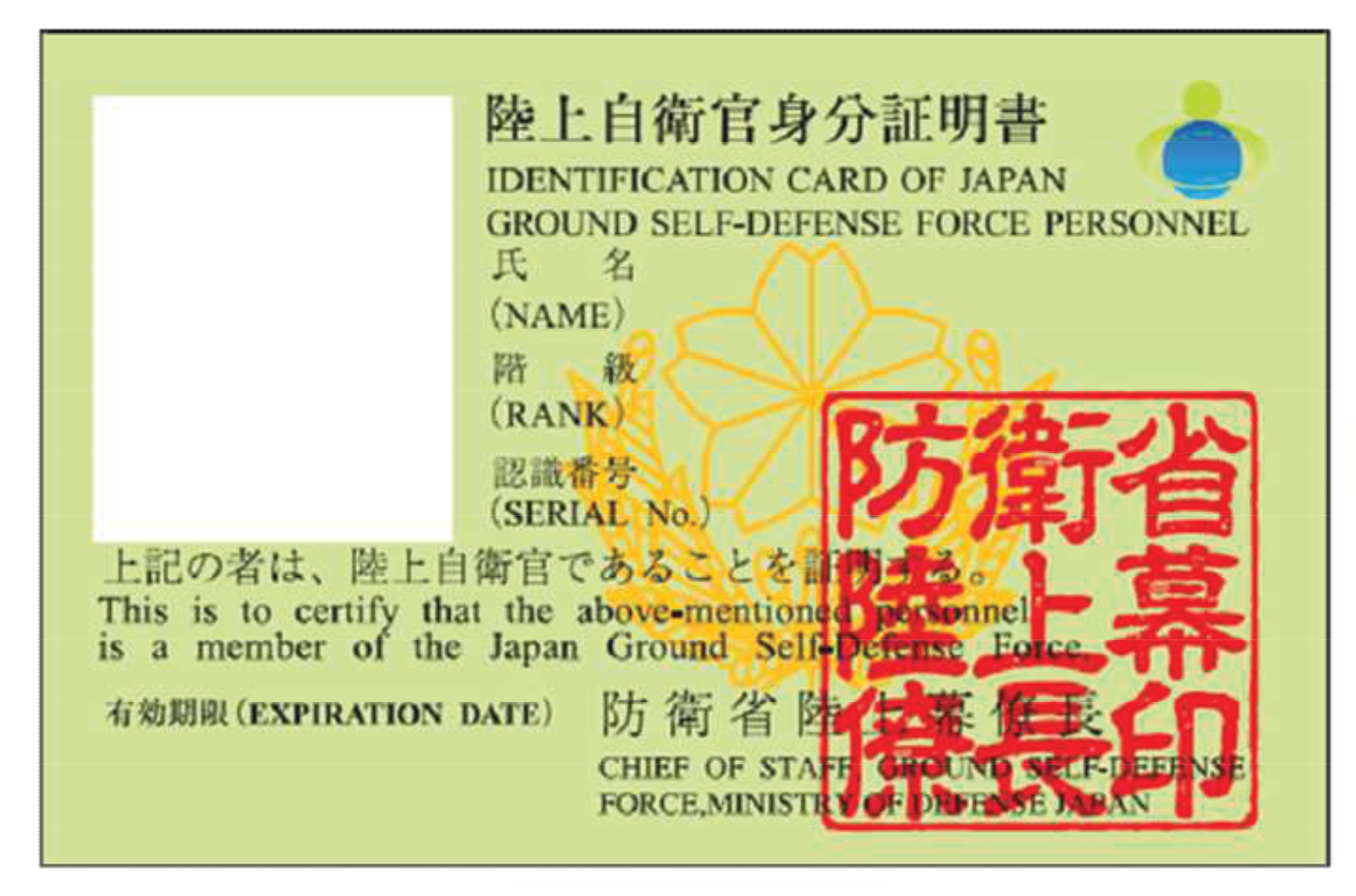
陸上自衛官の身分証明書

現在の自衛隊においては警察官の警察手帳に相当する様な「自衛官手帳」「自衛隊員手帳」は存在しない。自衛官・自衛隊員の身分証明書はアメリカ軍IDカードと同様に、顔写真と氏名の記載されたカード型のものであり、これを私物のパスケース等に入れて携帯する（ちなみに、身分証明書のサイズに特化し紛失防止のチェーンが付けられた、身分証明章書入れが隊内の売店で販売されており、多くの自衛官・自衛隊員はこれを自前購入して使用している）。発行については行政機関である陸海空自衛隊、もしくは防衛省施設等機関や特別の機関各々で行っており、陸海空自衛隊が発行するものはそれぞれ幕僚長名義で発行され、「～自衛官身分証明書」と記載されている。なお、海上自衛隊については自衛艦勤務者に艦長名義で発行された英文のみの身分証明書も発行される。

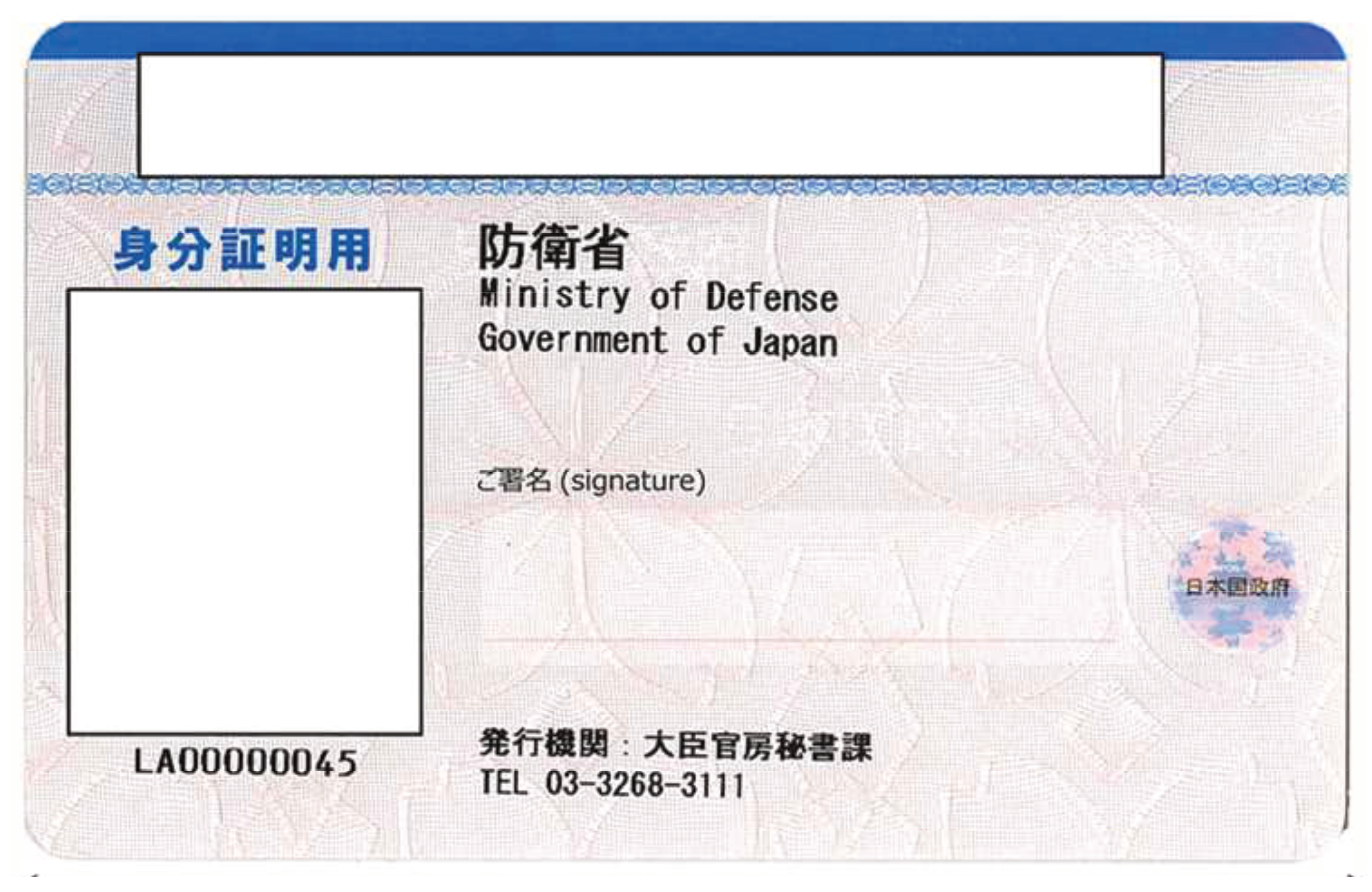
防衛事務官が使用するマスキングカード

事務官については他の国家公務員と同様にマイナンバーカードの上に被せる写真欄と氏名欄がくり抜かれたマスキングカードが防衛省より発行される。
防衛大学校学生、防衛医科大学校学生、陸上自衛隊高等工科学校生徒および自衛官候補生にも同様の身分証明証が貸与される。なお、衛生要員に関しては、別途身分証明書が発行される。
警務隊員には警察官の警察手帳（旧型及び新型）と類似した型式の「警務手帳」が貸与されている。また、予備自衛官については身分証明書と経歴書を兼ねた「予備自衛官手帳」が発行・貸与されている。
なお、自衛隊手帳という名称の手帳は存在するが、これは朝雲新聞社が毎年発行しているもので、注文すれば一般人でも購入可能である。内容は「服務の宣誓」や「自衛官の心がまえ」、基地・駐屯地の所在地や代表（時間外は当直班デスクの）電話番号といった自衛隊関連情報が記載されている以外は市販のダイアリー・アドレス帳と大差無い物である。

## ナチス政権当時のドイツ軍の場合
ナチス・ドイツ時代のドイツ国防軍では人事記録台帳として普段は所属中隊本部が保管し、退役の際本人に返される「軍隊手帳」（Wehrpass、ヴェアパス。直訳では「防衛パス」）と、本人が常時携帯し身分証明書と給与支払記録帳を兼用した「俸給手帳」（Soldbuch、ゾルトブーフ。直訳では「賃金帳」）に分かれていた。なお、最前線地域などで「俸給手帳」を携帯しない場合には「簡易身分証明書」（Kennkarte、ケンカルテ。直訳では認識カード）を携帯した。「簡易身分証明書」は氏名、階級、所属部隊等必要最小限のことが記載され、所持者の顔写真の貼られた（正しくは台紙にハトメで留められた）二つ折りのカード型の物である。これら3点は本人に与えられ、もしも所持者が戦死した場合は遺品として遺族のもとに送られた。